# Dacrydium nausoriense
Dacrydium nausoriense är en barrträdart som beskrevs av De Laub.. Dacrydium nausoriense ingår i släktet Dacrydium, och familjen Podocarpaceae. IUCN kategoriserar arten globalt som starkt hotad. Inga underarter finns listade i Catalogue of Life.